# Åsenfjord
Åsenfjord este o localitate din comuna Levanger, provincia Nord-Trøndelag, Norvegia.